# Добривоје Видић
Добривоје Видић Баја (Чачак, 24. децембар 1918 — Београд, 3. март 1992) био је учесник Народноослободилачке борбе, дипломата и друштвено-политички радник СФР Југославије и СР Србије и јунак социјалистичког рада. Од 5. маја 1978. до 5. маја 1982. обављао је функцију председника Председништва СР Србије.

## Биографија
Рођен је 24. децембра 1918. у Чачку. Као ђак Учитељске школе у родном граду, укључио се у рад омладинског покрета и због активног политичког рада био искључен из школе. Даље школовање наставио је у Бањој Луци, Алексинцу и Осијеку. Студирао је на Филозофском факултету у Скопљу.
Члан Савеза комунистичке омладине Југославије (СКОЈ) постао је 1938, а члан Комунистичке партије Југославије (КПЈ) 1939. године. Организовао је и руководио борбом лево оријентисане омладине Македоније непосредно пред почетак Другог светског рата. Био је секретар Покрајинског комитета СКОЈ-а за Македонију и члан Покрајинског комитета КПЈ за Македонију.

### Народноослободилачка борба
Од 1941. године, у току Народноослободилачког покрета (НОП) обављао је многе политичке дужности:
- руководилац Политичког одељења (Политодела) Треће далматинске и Седме банијске бригаде,
- помоћник политичког комесара у Седмој банијској дивизији,
- руководилац партијских курсева у Десетом загребачком корпусу,
- секретар Окружног комитета КПЈ за Ужички округ, од октобра 1944. до новембра 1945. године,
- члан Агитпропа Централног комитета Комунистичке партије Србије.

### Послератни период
После ослобођења Југославије, обављао је низ истакнутих партијских, државних и дипломатских функција:
- секретар Покрајинског комитета КП Србије за Војводину, од 1946. до маја 1951. године,
- члан Централног комитета КП Србије и Ревизионе комисије Централног комитета Комунистичке партије Југославије,
- саветник Амбасаде ФНР Југославије, од маја 1951. до 1952, а затим амбасадор СФР Југославије у Лондону, од 1970. до 1973. године,
- амбасадор СФР Југославије у Бурми, од 1952. до 1953. године,
- амбасадор СФР Југославије у Москви, од 1953. до 1956. и од 1965. до 1969. године,
- подсекретар у Државном секретаријату за иностране послове ФНРЈ у Београду, од 1956. године,
- стални представник ФНР Југославије у Организацији уједињених нација (ОУН) од 1958. до 1960. године,
- председник Комисије за међународне везе Социјалистичког савеза радног народа Југославије (ССРНЈ), од 1961. до 1965. године.

Више пута биран је за члана Централног комитета СК Србије и за посланика Скупштине СР Србије и Савезне скупштине СФРЈ, за члана Централног комитета СКЈ, Извршног комитета и Председништва ЦК СКЈ, од 1982. до 1986. године. Био је члан Председништва СФР Југославије и председник Председништва СР Србије, од 5. маја 1978. до 5. маја 1982. године. Имао је чин резервног потпуковника ЈНА.
Умро је 3. марта 1992. у Београду. Сахрањен је на Новом гробљу у Београду.

## Одликовања
Носилац је Партизанске споменице 1941. и других југословенских одликовања, међу којима су — Ордена јунака социјалистичког рада, Орден југословенске заставе првог реда, Орден братства и јединства првог реда и Ордена заслуга за народ првог реда. Од иностраних одликовања, истиче се британски Орден Великог крста почасног витеза Краљевског викторијанског реда.

## Контроверзе
Према писању листа Блиц, током 1941. је радио као преводилац за Немце у Ужицу, а крајем 1944. године је као секретар КПЈ за Ужички округ одлучивао о стрељању Андрије Мирковића, ранијег градоначелника Ужица.